# Praia de Canajurê

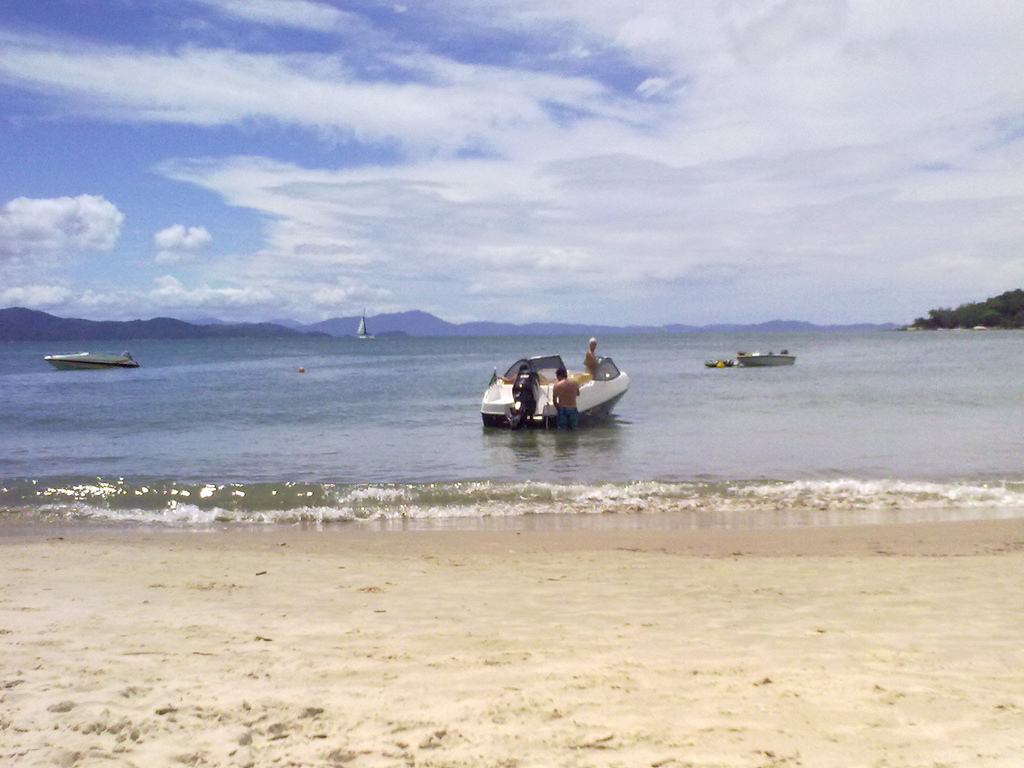
Photographie de la plage de Praia de Canajurê

Praia da Canajurê est une petite plage de la municipalité de Florianópolis, au Brésil. Elle se situe au nord-ouest de l'île de Santa Catarina, à 15 km du centre ville, entre les plages de Jurerê et de Canasvieiras.
Elle fut baptisée ainsi lors de la construction d'un hôtel et d'un important lotissement pour touristes, du nom des deux plages qui l'entourent, CANAsvieiras JUreRÊ.